# Jordan Harper
Jordan Harper (geboren 1976 in Springfield (Missouri)) ist ein US-amerikanischer Schriftsteller.

## Leben
Jordan Harper arbeitet in Los Angeles als Musikjournalist, Filmkritiker und Fernsehautor. Als Drehbuchschreiber wirkte er bei den Fernsehserien The Mentalist, Gotham und Hightown mit. Harper erhielt 2018 den Edgar Allan Poe Award für den Kriminalroman She Rides Shotgun.

## Werke (Auswahl)
- She Rides Shotgun. Ecco Press, New York 2017
  - Die Rache der Polly McClusky. Übersetzung Conny Lösch. Berlin : Ullstein, 2018
- A Lesson in Violence. London: Simon & Schuster, 2018
- The Last King of California. London : Simon & Schuster, 2022
- Everybody Knows. London : Faber & Faber, 2023 
  - Alles schweigt : Roman. Übersetzung Conny Lösch. Berlin : Ullstein, 2023